# Qianjiangsaurus
Qianjiangsaurus („ještěr z Qianjiangu (česky Čchien-ťiang)“) byl rod hadrosauroidního ornitopodního dinosaura z pozdně křídového období. Fosilie tohoto býložravého ptakopánvého dinosaura byly objeveny na území čínské oblasti Čchung-čching (metropolitní oblast na jihozápadě Číny).

## Historie
Fosilie tohoto ornitopoda byly objeveny v sedimentech souvrství Zhengyang (Čeng-jang) v zimě roku 2022. Typový exemplář nese sbírkové označení CLGRP V00016 a jedná se o nekompletně dochovanou kostru pravděpodobně dospělého a plně dorostlého jedince. Typový druh Qianjiangsaurus changshengi byl formálně popsán v srpnu 2024 a jedná se teprve o druhého v pořadí popsaného hadrosauroida z území jižní Číny (prvním je Nanningosaurus).

## Popis
Qianjiangsaurus byl poměrně velký býložravý dinosaurus, dosahující délky asi 8 metrů. Podobně jako ostatní hadrosauroidi měl na konci čelistí keratinový pokryv, který mu pomáhal mechanicky zpracovat rostlinnou potravu. V době existence tohoto dinosaura už na území Asie rostly traviny, které mohly představovat doplňkovou potravu
pro hadrosauroidy, přednostně pojídající nahosemenné rostliny.

## Zařazení
Tento ornitopod spadal do kladu Hadrosauriformes a nadčeledi Hadrosauroidea, jeho nejbližším příbuzným (sesterským taxonem) byl rod Plesiohadros, dále pak rody Bactrosaurus, Gilmoreosaurus, Gobihadros, Nanningosaurus a Claosaurus.